# Nordea

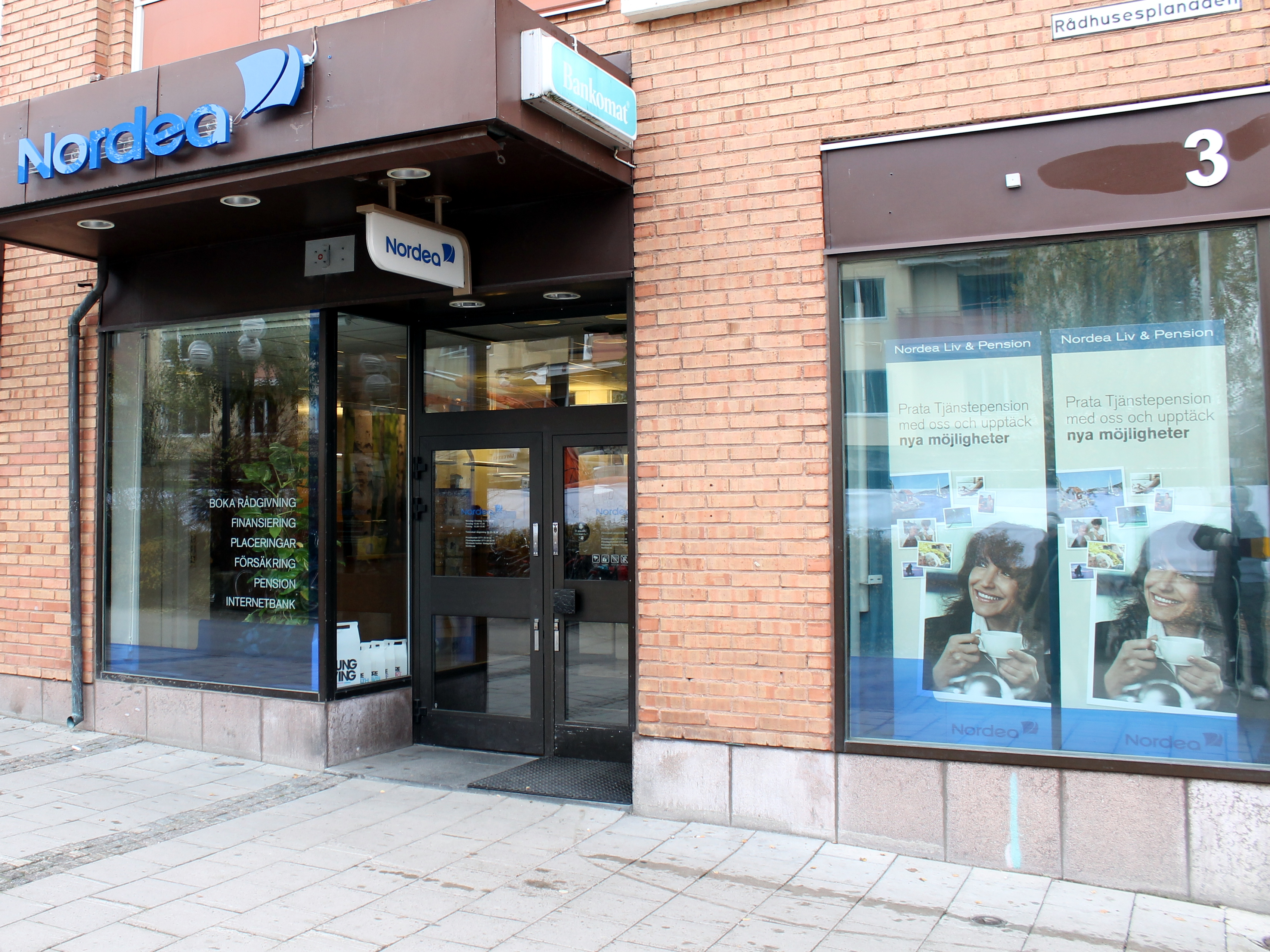
Nordea, Умео, Швеція

Nordea — шведська компанія, найбільша в Скандинавії фінансова група. Компанія займається банківським обслуговуванням фізичних і юридичних осіб, а також управлінням активами.
У серпні 2014 банк відмовився від співпраці з фінською судноверф'ю Arctech Helsinki Shipyard, таким чином намагається дотримуватися режиму санкцій, що був введений США проти Росії: одним з власників підприємства Nordea Bank є «Об'єднана суднобудівна корпорація» (ОСК), що потрапила в «чорний список» США. Усі рахунки судноверфі закриваються, гроші компанії переводяться в інші банки. Перед цим верф отримала замовлення на будівництво 3 багатофункціональних криголамів для російського «Совкомфлота», загальна вартість замовлення склала €280 млн. 
Nordea обслуговує 9,3 мільйона приватних і 530 000 активних корпоративних клієнтів, включаючи 2650 великих компаній і установ. Кредитний портфель Nordea розподілений по Фінляндії (21%), Данії (26%), Норвегії (21%) і Швеції (30%). У Nordea є чотири бізнес-напрями (BAs): особистий банкінг, бізнес-банкінг, великі корпорації та установи, а також управління активами та капіталом. У грудні 2021 року активи в управлінні (AUM) становили 411 мільярдів євро.

## Виноски
1. 1 2  https://www.unepfi.org/net-zero-banking/members/
2. ↑  https://virre.prh.fi/
3. ↑  https://www.nordea.com/en/about-us
4. ↑  https://www.nordea.com/en/about-us/who-are-we/our-history
5. ↑  https://www.berlingske.dk/virksomheder/nordea-aktionaererne-har-talt-banken-flytter-hovedkvarter-til-finland
6. 1 2 3 4 5 6 7  Річний звіт
7. 1 2 3  Річний звіт
8. ↑  пресреліз
9. 1 2 3 4 5  https://www.nordea.com/en/investors/largest-shareholders
10. ↑  Nordea Annual Report 2019 (PDF). Nordea Group Annual Reports. Архів оригіналу (PDF) за 29 червня 2021. Процитовано 9 липня 2024.
11. ↑  Nordea annual Report 2021 (PDF). Nordea.com. Процитовано 28 березня 2022.